# كفالة الطفل

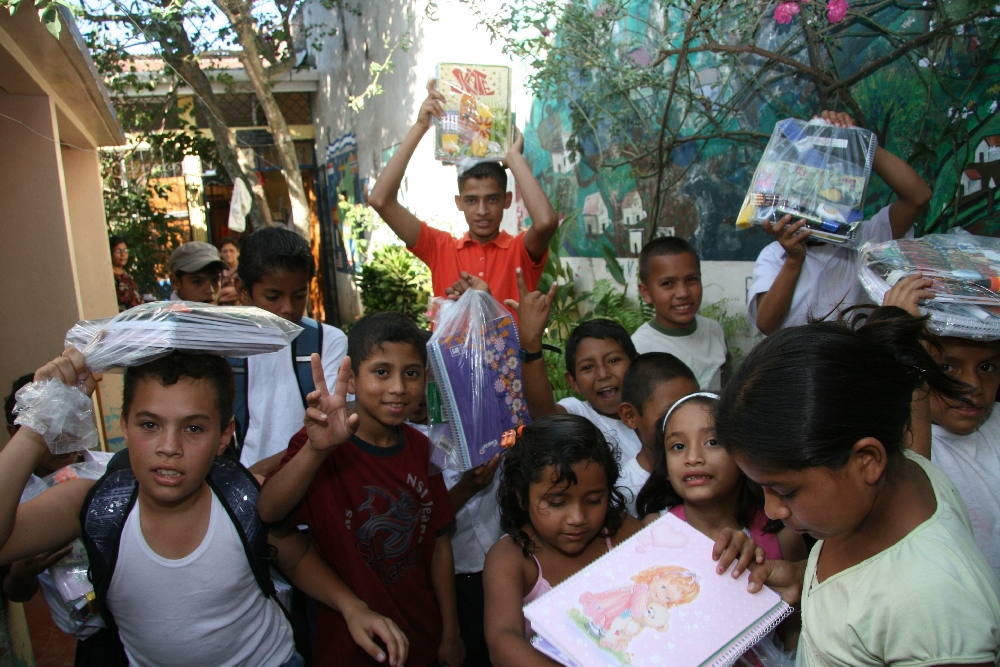
رعاية الأطفال في ماتاغالبا، نيكاراغوا

رعاية الأطفال هي نشاط لجمع التبرعات حيث تربط المنظمات الخيرية الراعي والمتبرعين بمستفيدين محددين من الأطفال. يتلقى الراعي تحديثات من الطفل، والتي عادة ما تتضمن صورًا ومعلومات مترجمة، مما يساعد على بناء شعور بالعلاقة الشخصية مع الطفل. بشكل عام، لن يتم استخدام الأموال المتبرع بها حصريًا للطفل الممول، ولكن سيتم تجميعها مع التبرعات الأخرى لتمويل مختلف مشاريع التعليم أو الصحة أو السلامة أو البنية التحتية أو غيرها من المشاريع في مجتمع الطفل أو بلده. أحد التقديرات هو أن أكثر من 9 ملايين طفل قد تلقوا أكثر من 5 مليارات دولار من الدخل من خلال برامج رعاية الأطفال. ذكرت مصادر أخرى أن تمويل رعاية الأطفال يقترب من 3 مليارات دولار أمريكي سنويًا.